# Рыбкин, Никита
Ники́та Ры́бкин (узб. Nikita Ribkin; 20 января 1992 года, Ташкент) — узбекистанский футболист, игравший на позиции вратаря.

## Биография
Является воспитанником ташкентского клуба «Пахтакор». Играл за молодёжную команду этого клуба. Также в 2008—2009 годах выступал за молодёжную команду немецкого клуба «Нюрнберг». В 2009 году вернулся в родной «Пахтакор» и долгое время являлся вторым вратарём команды. Летом 2016 года перешёл в другой узбекистанский клуб «Коканд 1912», за который выступал до 2018 года. В 2018 году играл за бекабадский «Металлург» после разногласий с тренером по обоюдному согласию контракт был расторгнут.
Второе полугодие был приглашен в ПФК «Андижан», сыграв практический все матчи, заняв первое место, «Андижан» вернулся в высшую лигу.
В начале марта 2019 года заявил о завершении профессиональной игровой карьеры, написав об этом пост на своей личной страничке в Facebook. и Instagram